# Parabuć
Parabuć (srp.: Ратково/Ratkovo, njem. Parabutsch, mađ, Paripás) je naselje u općini Odžaci u Zapadnobačkom okrugu u Vojvodini.
Do Drugoga svjetskoga rata Parabuć je bio njemačko naselje, Nijemci su deportirani, a u njihove kuće kolonizirani su Srbi.

## Stanovništvo
U naselju Parabuć živi 4.118 stanovnika, od toga 3.294 punoljetnih stanovnika, a prosječna starost stanovništva iznosi 40,5 godina (39,0 kod muškaraca i 41,9 kod žena). U naselju ima 1.353 domaćinstava, a prosječan broj članova po domaćinstvu je 3,04.
Prema popisu stanovništva iz 1991.godine u naselju je živjelo 4.114 stanovnika.
| Etnički sastav 2002. |            |        |
| Narod                | Stanovnika | %      |
| Srbi                 | 3.760      | 91,30% |
| Crnogorci            | 62         | 1,50%  |
| Jugoslaveni          | 43         | 1,04%  |
| Mađari               | 39         | 0,94%  |
| Slovaci              | 39         | 0,94%  |
| Hrvati               | 27         | 0,65%  |
| Romi                 | 23         | 0,55%  |
| Nijemci              | 11         | 0,26%  |
| ostali               | 4          | 0,11%  |
| nepoznato            | 18         | 0,43%  |

| broj stanovnika | 4835  | 4904  | 5266  | 4684  | 4337  | 4114  | 4118  |
|                 | 1948. | 1953. | 1961. | 1971. | 1981. | 1991. | 2001. |

- 1910. Parabuć je imao 4.073 stanovnika od čeka 3.283 Nijemaca.

## Galerija
| - Pravoslavna crkva - Katolička crkva - Katoličko groblje - Stari nadgrobni spomenici Nijemaca - Kapela na katoličkome groblju - Prednja strana kapele - Unutrašnjost kapele - Stara kuća |

## Vanjske poveznice
- Službena stranica naselja  Arhivirana inačica izvorne stranice od 11. svibnja 2009. (Wayback Machine)
- Karte, udaljenonosti, vremenska prognoza  Arhivirana inačica izvorne stranice od 19. siječnja 2009. (Wayback Machine)
- Satelitska snimka naselja  Arhivirana inačica izvorne stranice od 28. ožujka 2021. (Wayback Machine)